# 정기세
정기세(鄭基世, 1814년 ~ 1884년)는 조선의 문신이다. 본관은 동래(東萊). 자는 성구(聖九), 호는 주계(周溪)이다. 영의정 정원용(鄭元容)의 아들이다.

## 생애
1837년(헌종 3) 정시(庭試) 문과에 병과로 급제하여 충청우도암행어사에 이어 성균관대사성으로 당상관에 초배되었다. 철종 때 이조참의, 우승지, 홍문관부제학을 거쳐 강화유수, 전라도관찰사가 되고 이후 이조참판을 거쳐 한성부판윤, 형조판서, 예조판서를 하다 개성유수를 다시 하고 예조판서를 다시 하고 규장각제학, 예조판서, 판의금부사, 이조판서, 형조판서, 병조판서를 지내고 한성부판윤과 홍문관제학, 예문관제학을 지냈다. 고종 때 의정부우찬성에 이르렀다가 우찬성으로 예문관제학을 겸하고 홍문관제학, 예문관제학을 지내고 형조판서, 판의금부사에 이어 광주유수를 지내고 예조판서, 한성부판윤, 홍문관제학, 좌빈객, 이조판서를 지내고 판의금부사, 홍문관제학에 이어 공조판서, 판의금부사에 이어 수원유수와 한성부판윤을 지내고 지중추부사로 물러났다.